# Oakland (Maryland)
Oakland er en amerikansk by og administrativt centrum for det amerikanske county Garrett County i staten Maryland. Byen har 1.851(2020) indbyggere.